# بلانيد سالكيلد
كانت بلانيد سالكيلد ( فلورنسا فرنش مولن ؛ 1880 - 1959) شاعرةً ومسرحيةً وممثلةً وناشرةً أيرلنديةً ، وحضر صالونها الأدبي المعروف باتريك كافانا وفلان أوبراين ، من بين الحضور.

## النشأة والأسرة
ولدت سالكيلد فلورنسا فرنش مولين في شيتاغونغ في 10 أغسطس 1880 ، ونشأت في دبلن في شارع فيتزويليام. كان والدها ، وهو طبيب في الخدمة الطبية الهندية ،   صديقًا لرابندرانات طاغور وقدمها أيضًا إلى شعر كيتس .  كان لديها أخ واحد على الأقل ، بادريك.  تزوجت من هنري سالكيلد في عام 1902 وأمضت السنوات الست التالية في الهند مع زوجها ، الذي كان يعمل في الخدمة المدنية الهندية ، ويعيش في دكا وبومباي. عادت إلى دبلن مع ابنها سيسيل عام 1910 بعد وفاة زوجها عام 1909.   على الرغم من أن بعض الروايات أعادت سالكيلد إلى دبلن في عام 1906. 

## الحياة المهنية
في دبلن ، انضمت إلى لاعبي الدير كممثلة ، مستخدمة الشكل الأيرلندي لاسمها Blánaid (ثم تهجئته بلاثنايد) واسم المسرح نيل بيرن. لعبت الدور الرئيسي في مسرحية جورج فيتزموريس ثلاثية التمثيل خياط البلد .  بدأت في كتابة مسرحيات شعرية في ثلاثينيات القرن الماضي ، وأحد هذه المسرحيات هي لعبة فزاعة فوق الذرة ، عُرضت في عام 1941 في مسرح البوابة مع مجموعات مسرحية صممها لويس لو بروكي . ساهمت سالكيلد بالعديد من مراجعات الكتب لمجلة دبلن ، والكتابة الأيرلندية ، و الجرس .  ترجمت أخماتوفا وبروسوف وبلوك وبوشكين من الروسية إلى الإنجليزية. كان يتردد على الصالونات التي استضافتها في منزلها كيت أوبراين وأرلاند أوشر وباتريك كافانا وفلان أوبراين وميشال ماك ليامور .  أشاد صموئيل بيكيت بمجلدها الشعري الأول مرحبًا بالخلود.  أسست نادي الكاتبات الإيرلنديات مع دوروثي ماكاردل في عام 1933.  
شاركت في تأسيس مطبعة جيفيلد مع ابنها سيسيل  في عام 1937. كانت تعمل من سقيفة الحديقة في منزلهم في 43 طريق مورهامبتون حتى عام 1946. كانت الصحافة عبارة عن مكبس يدوي خشبي صغير من أضنة. قام آل سالكيلد في وقت لاحق بإعارة الصحافة إلى ليام وجوزفين ميلر في عام 1951 ، حيث أسسوا مطبعة دولمن .  
خلال الاستعدادات لثورة عيد الفصح، كانت هناك غرفة في الطابق الأول من 130 شارع ستيفن جرين التي أقرضتها إلى توماس ماكدوناغ مقرًا له.
توفيت سالكيلد في دبلن في عام 1959. حفيدتها بياتريس تزوجت بريندان بيهان. تعتبر أعمالها مهملة في قانون أوائل القرن العشرين في الشعر الأيرلندي، كما أنها لم تكن من إحياء سلتيك أو الحداثة.. 

## الشعر
نشر سالكيلد خمسة كتب شعرية:
- مرحبًا ، الخلود (إلكين ماثيوز 1933)
- دبلن (دبلن: جيفيلد 1942)
- سرية الثعلب (JM Dent 1935)
- ترك المحرك يعمل (جيفيلد 1937)
- التجربة في الخطأ (ألدنجتون ، كنت: مطبعة اليد والزهور 1955) [1]

## الروابط الخارجية
- بلانيد سالكيلد في ريكورسو
- بلانيد سالكيلد على موقع فايند أغريف
- صورة لسالكيلد مع نادي الكتاب النسائي الأيرلندي في عام 1938 الذي يحتفظ به أرشيف جامعة دبلن الجامعية